# Итихасы
Итиха́сы (IAST: Itihāsa, от iti + ha + āsa, в буквальном переводе «так именно было») — древнеиндийские эпические произведения, чтимые и популярные памятники индийской литературы. Изначально итихасы составлялись на санскрите и позднее были переведены на другие индийские языки: каннада, тамильский, телугу и хинди. Итихасы представляют собой одни из самых древних эпических памятников мировой литературы и являются базовыми священными текстами индуизма, относящимися к категории смрити.